# 第一軍團東部師
第一軍團東部管區師是美國陸軍第一軍團下屬的一個師。隨著第一軍團的任務變成訓練新兵為主，第一軍團屬下部隊變成兩個師，分別是東部管區師和西部管區師。東部管區師啟動與於2007年3月7日，總部位於馬里蘭州米德堡，後來搬往肯塔基州諾克斯堡。
東部管區師基於陸軍部永久命令156-7成立，任務是為密西西比河以東的27個州和領地提供新兵培訓、戰備監督與動員，和部署預備役、國民警衛隊、經挑選的海空軍士兵、代理機構和政府機構成員。

## 屬下部隊
東部管區師由五個旅，分佈在美國東部的52個營組成。
- 第4騎兵旅（英语：4th Cavalry Brigade (United States)）－外號軍刀（Saber），駐紮於諾克斯堡，前身是第85師第4旅
- 第157步兵旅（英语：157th Infantry Brigade (United States)）－外號斯巴達人（Spartan），駐紮於印第安納州阿特伯里軍營，前身是第85師第5旅
- 第174步兵旅（英语：174th Infantry Brigade (United States)） ""－外號愛國者（Patriot），駐紮於新澤西州麥圭爾-迪克斯-萊克赫斯特聯合基地，前身是第78師第2旅
- 第177裝甲旅（英语：177th Armored Brigade (United States)） ""－外號泥貓（Mudcats），駐紮於密西西比州謝爾比軍營，前身是第87師第3旅
- 第188步兵旅（英语：188th Infantry Brigade (United States)） ""－外號戰鬥準備（Battle Ready），駐紮於喬治亞州史都華要塞，前身是第87師第4旅

## 外部連結
官方網站 （页面存档备份，存于）
1. 1 2 3  . （原始内容存档于2020-06-04）.